# Gyrodactylus armatus
Gyrodactylus armatus är en plattmaskart. Gyrodactylus armatus ingår i släktet Gyrodactylus och familjen Gyrodactylidae. Inga underarter finns listade i Catalogue of Life.